# Martin-Baker Twin-engined Fighter (F.35/35)
Martin-Baker Twin-engined Fighter (F.35/35) – niezrealizowany projekt brytyjskiego samolotu myśliwskiego wytwórni Martin-Baker, mającego powstać w ramach specyfikacji F.35/35 z połowy lat 30. XX wieku.

## Historia
7 grudnia 1935 roku brytyjskie Ministerstwo Lotnictwa (Air Ministry) opublikowało specyfikację F.35/35. Zawarte w niej były wymagania, jakie musi spełniać nowy, szybki, jednomiejscowy myśliwiec, uzbrojony w co najmniej osiem karabinów maszynowych. Na specyfikację Ministerstwa odpowiedziały firmy Bristol z projektem Type 151, Hawker ze zmodyfikowanym Hurricane, Airspeed z projektem AS.31 oraz General Aircraft z GAL.28. Opierając się na specyfikacji również James Martin postanowił zaprojektować samolot odpowiadający wymaganiom Ministerstwa Lotnictwa. Nowy samolot miał być dwusilnikowym, wolnonośnym dolnopłatem. Projekt samolotu powielał w dużej mierze rozwiązania wykorzystane i sprawdzone w samolocie Martin-Baker MB-2. Podobnie jak w MB-2, Martin zaprojektował maszynę z kadłubem niemal tej samej wysokości na całej długości. Szkielet kadłuba tworzyła kratownica wykonana ze stalowych rur. I w tym projekcie pokrycie kadłuba miało być mieszane, część pokryta metalowymi blachami, a reszta płótnem. Skrzydła o trapezowym obrysie z trzema stalowymi rurami tworzącymi dźwigary skrzydeł; na końcach skrzydeł, na przedłużeniu osi dźwigarów zamierzano zainstalować lotki. Dwusegmentowe klapy umieszczono na krawędzi spływu skrzydła. W odróżnieniu od pierwotnego projektu MB-2, nowy samolot miał posiadać chowane podwozie: główne do wnęk w gondolach silnikowych, jak również kółko ogonowe do wnęki w kadłubie. Podobnie jak w MB-2, Martin zrezygnował z usterzenia pionowego. Zamiast niego, samolot miał posiadać trzy stery kierunku, po jednym umieszczonym na końcach dwóch gondoli silnikowych i na końcu kadłuba. Kabina pilota osłonięta kroplową osłoną, tuż za kabiną miał znajdować się, użyty już w projekcie MB-2, wysuwany elektrycznie wspornik przeciwkapotażowy. Napęd miały stanowić dwa dwunastocylindrowe silniki rzędowe chłodzone cieczą w układzie V, Rolls-Royce Merlin z metalowymi, trzyłopatowymi, przestawialnymi śmigłami. Aby utrzymać jak najczystszą linię aerodynamiczną płatowca, wyloty rur wydechowych znajdować się miały na końcach gondoli silnikowych.
Ostatecznie projekt nie wyszedł poza deskę kreślarską. Martin-Baker zajęty był pracami nad MB-2, który w owym okresie miał dla wytwórni charakter priorytetowy. Żaden z projektów powstających w myśl wytycznych specyfikacji F.35/35 nie został zrealizowany.

## Uzbrojenie
Jako że cały dziób samolotu był wolny i niewykorzystany, silniki znajdowały się w gondolach umieszczonych na skrzydłach, a kabina pilota znajdowała się w środkowej części kadłuba, planowano wykorzystać go do zamontowania bardzo potężnego uzbrojenia strzeleckiego. Miało ono składać się z aż tuzina karabinów maszynowych Browninga kalibru 7,7 mm umieszczonych w czterech blokach po trzy, w całym dziobie samolotu.